# 分叉露兜
分叉露兜（学名：Pandanus furcatus）为露兜树科露兜树属下的一个种。

## 扩展阅读
- 維基物種上的相關：分叉露兜